# Raketaffyringer i Cuxhaven
Raketaffyringer i Cuxhaven blev gennemført i tilknytning til forskellige forskningprojekter mellem 1933 og 1964 i den nuværende Nationalpark Niedersächsisches Wattenmeer ved Cuxhaven i den tyske delstat Niedersachsen.

## 1930'erne og 1940'erne
I april 1933 forsøgte forretningsmanden og raketteknikeren Gerhard Zucker at affyre en lille raket med brevpost fra Duhnen til øen Neuwerk. Men allerede efter få meter styrtede den ned. Ved siden af dette mislykkede forsøg blev der fra 1937 på en marineskydebanen ved Altenwalde udført flere raketafprøvninger. Først en Walter-raketmotor, som blandt andre blev anvendt til jagerflyet Messerschmitt Me 163. Senere udførtes samme sted forsøg med et V1-lignende krydsermissil BV 143 B fra Blohm + Voss, som ligeledes mislykkedes.
I slutningen af 2. verdenskrig gennemførtes der på skydepladsen ved Altenwalde under ledelse af SS flere forsøgsflyvninger med V1-krydsermissiler. I 1945 blev der samme sted som erstatning for affyringsrampen Prüfstand VII i Peenemünde oprettet en affyringsrampe til afprøvning V2-raketter. Dette forehavende kunne på grund af de fremskredne krigshændelser ikke fuldføres. Men dette anlægsarbejde leverede grundlaget for Operation Backfire, en demonstration af tre affyrede V2-raketter for militærrepræsentanter fra de allierede stridskræfter i oktober 1945. Til gennemførelsen af Operation Backfire blev der langs vejen mellem Arensch og Sahlenburg anlagt en afskydningsrampe og to betonbunkere, som der i nutiden findes en del rester af. En dokumentarfilm af affyringen kan ses på Historisch-Technisches Museum Peenemünde, som er beliggende på den tidligere udviklings- og forsøgsstation Heeresversuchsanstalt Peenemündes areal.

## 1950'erne
I 1952 begyndte den tyske rakettekniker Karl Poggensee (1909-1980) på en gård i nærheden af Großenkneten udvikling og affyring af en lille fast-formraket. Samme år grundlagde han den rakettekniske forening, DAFRA, som senere fik navnet "Deutsche Raketengesellschaft" og "Hermann-Oberth-Gesellschaft". Allerede efter en kort periode byggede dette selskab raketter med en maksimumhøjde af flere kilometer, hvor affyringsarealet i Hespenbusch efterhånden var blevet for lille, og et nyt affyringsområde måtte findes. På anbefaling af byrådet i Cuxhaven, valgtes vadehavsområdet syd for Cuxhaven. Ikke alene var området velegnet, og det var herfra Operation Backfires raketter blev affyret, men man havde også fri affyringsbane både i den nordlige og vestlige retning.
Den 24. august 1957 lykkedes den første raketaffyring. Der blev affyret nogle nødraketter og forsøgsraketter, der opnåede en højde af 4 kilometer. På grund af dårligt vejr blev en oprindelig planlagt affyring af en raket aflyst. Den skulle have nået en maksimumhøjde af 20 kilometer. Affyringspladsen for denne raket befandt sig i nærheden af en bondegård ved Arensch. Til forskel for „Operation Backfire“ fandtes der ingen affyringsrampe, men i en forfalden marinebunker blev der installeret et kontrolrum.
Den 8. juni 1958 lykkedes det at affyre en raket. Denne raket blev efterhånden så meget forbedret, at den opnåede en højde på 50 kilometer, men der opstod problemer med flyvestabiliteten, og den raket styrtede ned. Først den 14. september 1958 lykkedes det uden uheld at sende en raket af sted.
Den 16. maj 1959 lykkedes den første start af en raket med brevpost. Raketten transporterede 5.000 postkort over en afstand af tre kilometer. Brevene var specialstemplet og er også i nutiden interessante for filatelister.
Den 1. november 1959 lykkedes det at affyre den første Kumulusraket. Den nåede en højde af 15 kilometer.

## 1960'erne
Den 11. og 12. februar 1961 lykkedes den første start af en Kumulus-raket med videnskabelige eksperimenter og at have radiokontakt med den. I maj og juni 1961 blev den første raket med post afsendt over en større afstand til øen Neuwerk. Den 16. september 1961 lykkedes affyringerne af to Kumulus-raketter med salamanderen Max og guldfisken Lotte om bord. Lotte landede blødt, mens Max på grund af en faldskærmsdefekt fik en hård landing. Den samme dag lykkedes affyringen af højdeforskningsraketterne Cirrus I og II med maksimum højder på 35 og 50 kilometer.
I 1961 begyndte raketenkonstruktøren Berthold Seliger med sit selskab "Berthold-Seliger-Forschungs- und Entwicklungsgesellschaft mbH" at fremstille raketter. De første var kun kopier af Kumulus-raketterne. Den 19. november 1962 lykkedes starten af tre ettrinsraketter med en længde på 3,4 meter og en tophøjde på 40 kilometer, deres signaler blev modtaget af det private observatorium "Bochumer Sternwarte". De tre raketter var beregnet til at blive genbrugt og returnerede med faldskærme efter endt flyvning. Den 7. februar 1963 lykkedes en jomfruflyvning med Berthold Seligers totrinsraket. Den 6 meter lange raket nåede en tophøjde på 80 kilometer. Som ved den ettrinede models forløber blev signalerne modtaget af "Bochumer Sternwarte". Før denne start lykkedes det at afsende en ettrinsraket for at undersøge jordens atmosfæres vindforhold. Den 2. maj 1963 startede Berthold Seliger sin egenudviklede tretrinsraket. Denne raket nåede en højde af 110 kilometer.
Siden 1957 var alle gennemførte raketeksperimenter i Cuxhaven civile – men efter disse vellykkede affyringer begyndte selskabet "Berthold-Seliger-Forschungs- und Entwicklungsgesellschaft mbH" at udvikle raketter til militære formål. Den 5. december 1963 gav selskabet en flyveforevisning af deres raketter for militær-repræsentanter fra ikke-NATO-lande. Selvom disse raketter ikke var brugbare som våben, og at flyvekroppene efter flyvningen landede med faldskærm, og at flyvehøjden ikke oversteg de allieredes regler på 30 kilometer. På trods af det opstod der flere diplomatiske uenigheder, blandt andre med Sovjetunionen, som frygtede udviklingen af militære raketter i Tyskland. Disse betænkeligheder kunne ikke afvises, da de den 5. december 1963 viste raketter havde en rækkevidde på 160 kilometer, hvis de blev affyret med fuld drivladning.
Trods disse betænkeligheder fortsatte raketaffyringerne i vadehavsområdet ved Cuxhaven. Den 22. marts 1964 startede selkabet "Hermann-Oberth-Gesellschaft" 10 forsyningsraketter, hvoraf nogle af dem skulle lande uden brug af egen energi. Den 7. maj 1964 skete der ved en raketdemonstration, ledet af Gerhard Zucker, i Hasselkopf ved Braunlage en dødsulykke. Kort efter start eksploderede en raket i nærheden af affyringsrampen, og en vragdel ramte en tilskuer. Selvom Gerhard Zucker ikke samarbejdede med selskaberne "Hermann-Oberth-Gesellschaft" og "Berthold-Seliger-Forschungs- und Entwicklungsgesellschaft mbH", blev indførtes i Cuxhavens vadehavsområde efter dette uheld et forbud mod at affyre raketter med en flyvehøjde over 100 meter.
Grunden til raketforsøgenes ophør ved Cuxhaven var officielt ulykken ved Hasselkopf. Den sandsynlige grund var nok mere flydemonstrationen for repræsentanterne fra ikke-Nato-lande den 5. december 1963. Selvom de viste raketter ikke var udstyret med sprænghoveder og ikke krænkede de allieredes love om udvikling af militæriske raketter i Tyskland. På grund af dette var denne raketdemonstration meget omstridt, og det kom til flere protester fra Sovjetunionens side. Officielt hed det, at raketforsøgene i Cuxhavens vadehavsområde kunne fortsætte fra juni 1964, så snart der er udafbejdet nye sikkerhedsregler, men det er indtil nu ikke sket.